# Гулько Ярослав В'ячеславович
Гулько Ярослав В'ячеславович (18 січня 1997, м. Біла Церква — 17 серпня 2024, поблизу с. Руське Порічне Суджанського району Курської області) — український військовослужбовець, солдат 80 ОДШБр Збройних сил України, учасник російсько-української війни.

## Життєпис
Народився 18 січня 1997 року в м. Біла Церква на Київщині. Після закінчення місцевої ЗОШ № 6 у 2014 році вступив Київського фінансово-економічного коледжу Національного університету Державної податкової служби України за спеціальністю «Фінанси і кредит».
У 2017 зарахований на III курс НУДПСУ, де здобув вищу освіту. Був учасником народного оркестру духових інструментів університетського Культурно-мистецького центру «Сузір'я», адже в шкільні роки закінчив музичну школу по класу корнет. Працював і жив у Ірпені.
З початком повномасштабного вторгнення займався волонтерською діяльністю. Був нагороджений Грамотою за самовіддану благодійну та волонтерську роботу.
29 травня 2024 року вступив до лав ЗСУ. Після військової підготовки направлений у 80-ту окрему десантно-штурмову Галицьку бригаду. Був стрільцем–помічником гранатометника 1 десантно–штурмового відділення 1 десантно–штурмового взводу 4 десантно–штурмової роти 1 десантно–штурмового батальйону 80 окремої десантно-штурмової Галицької бригади. Виконував бойові завдання під Бахмутом, далі — на Курщині.
Загинув 17 серпня 2024 року на території між позиціями сил оборони та позиціями військ окупантів поблизу н. п. Руське Порічне Суджанського району Курської області.
Похований 23 серпня 2024 року на Алеї Слави Сухоярського кладовища в рідному місті Біла Церква.

## Нагороди
- Орден «За мужність» III ступеня (23 жовтня 2024, посмертно) — за особисту мужність і самовідданість, виявлені у захисті державного суверенітету та територіальної цілісності України[3]